# Gorna Studena
Gorna Studena (bulgariska: Горна Студена) är ett distrikt i Bulgarien.   Det ligger i kommunen Obsjtina Svisjtov och regionen Veliko Tărnovo, i den centrala delen av landet, 180 km öster om huvudstaden Sofia.